# Le Mesnil-en-Vallée
Le Mesnil-en-Vallée korábbi község Franciaország Loire mente régiójában, Maine-et-Loire megyében. 2015. december 15-én tíz másik korábbi községgel egyesült és Mauges-sur-Loire új község része lett.
Lakosainak száma 1449 fő (2018. január 1.). Le Mesnil-en-Vallée Montjean-sur-Loire, Le Fresne-sur-Loire, Montrelais, Beausse, Ingrandes-Le Fresne sur Loire, Mauges-sur-Loire, Saint-Laurent-du-Mottay és La Pommeraye községekkel határos.

## Népesség
A település népességének változása:
| Lakosok száma | 1034 | 1083 | 1147 | 1256 | 1290 | 1457 | 1469 | 1468 | 1447 | 1449 |
|               | 1962 | 1968 | 1982 | 1990 | 1999 | 2008 | 2011 | 2013 | 2017 | 2018 |